# Tilly, Indre

Tilly este o comună în departamentul Indre, Franța. În 1 ianuarie 2022 avea o populație de 138 de locuitori.